# Strophiola
Strophiola is een geslacht van rechtvleugeligen uit de familie krekels (Gryllidae). De wetenschappelijke naam van dit geslacht is voor het eerst geldig gepubliceerd in 1940 door Uvarov.

## Soorten
Het geslacht Strophiola omvat de volgende soorten:
- Strophiola lugubrina Stål, 1877
- Strophiola renschi Gorochov, 1996
- Strophiola tangkoko Gorochov, 2011
- Strophiola xanthella Gorochov, 1996